# Jamnik (Jaszczurowa)
Jamnik – przysiółek wsi Jaszczurowa w Polsce, położony w województwie małopolskim, w powiecie wadowickim, w gminie Mucharz, przy drodze krajowej nr 28 (Wadowice – Sucha Beskidzka).
W latach 1975–1998 przysiółek należał do województwa bielskiego. 